# Antocha (Antocha) angusticellula
Antocha (Antocha) angusticellula is een tweevleugelige uit de familie steltmuggen (Limoniidae). De soort komt voor in het Oriëntaals gebied.